# Nowosady (rejon wilejski)
Nowosady (biał. Навасады; ros. Новосады) – wieś na Białorusi, w rejonie wilejskim obwodu mińskiego, około 19 km na północny zachód od Wilejki, nad rzeczką Spiahlica (biał. Спягліца) – dopływem Naroczy.

## Historia
W wyniku reformy administracyjnej w latach 1565–1566 dobra te weszły w skład województwa wileńskiego Rzeczypospolitej. Po III rozbiorze Polski w 1795 roku miejscowość znalazła się na terenie powiatu święciańskiego (ujezdu) guberni wileńskiej. Po I wojnie światowej Nowosady wróciły do Polski, po ustabilizowaniu się granicy polsko-radzieckiej w 1921 roku i ustablizowaniu się podziałów administracyjnych na tych terenach znalazły się w gminie Wojstom w powiecie święciańskim województwa wileńskiego, 1 stycznia 1926 roku gminę wyłączono z powiatu święciańskiego i przyłączono do powiatu wilejskiego w tymże województwie; od 1945 roku – w ZSRR, od 1991 roku – na terenie Republiki Białorusi.
W 2009 roku we wsi mieszkało 7 osób.

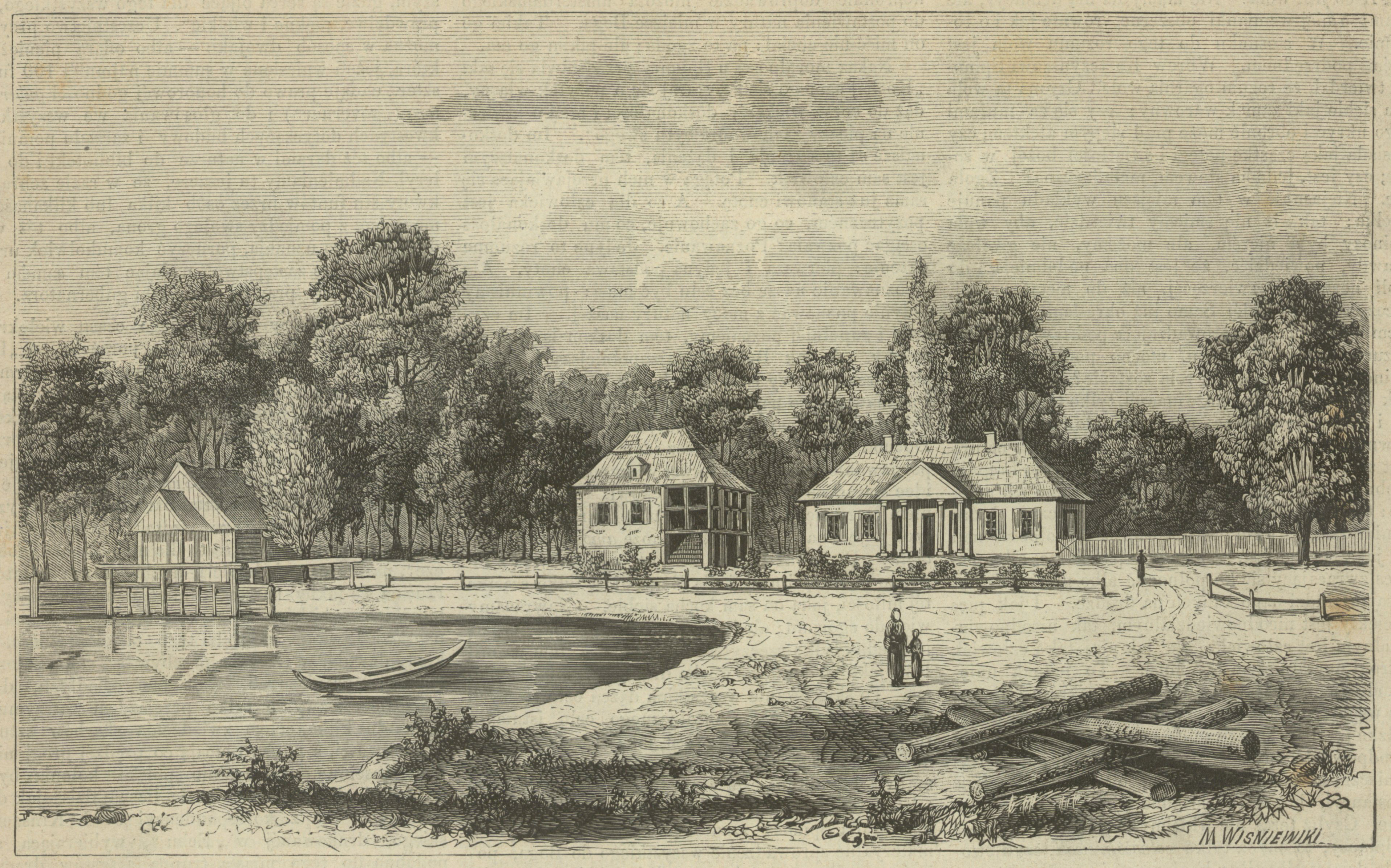
Folwark Chodźków na litografii Marcelego Wiśniewskiego z 1877 roku

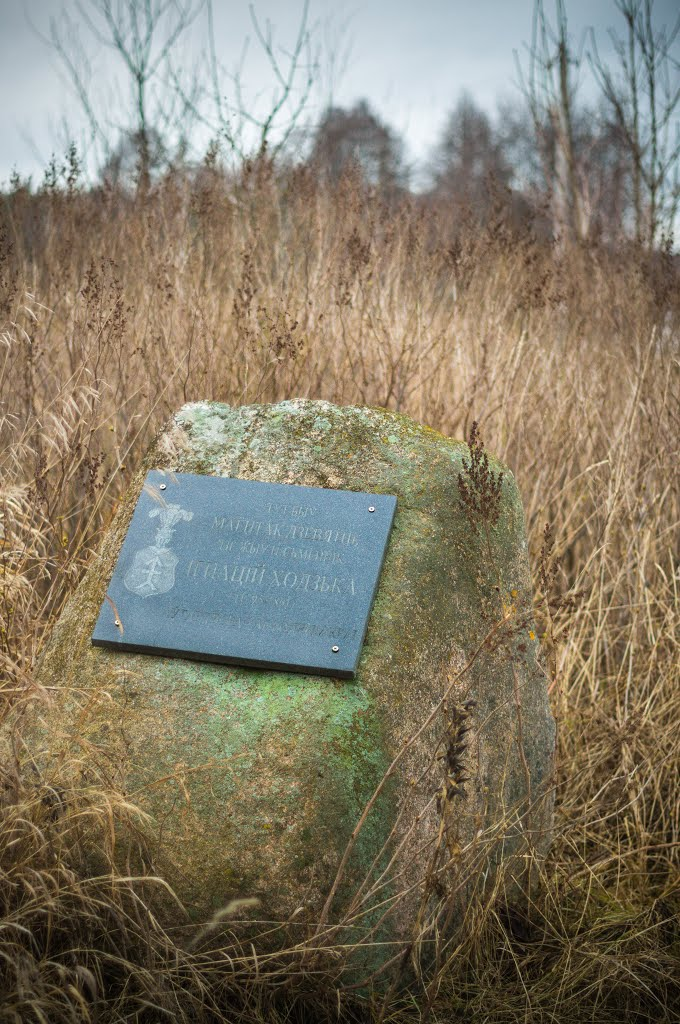
Głaz z napisem informującym, że tu stał dwór Chodźków

## Nieistniejący majątek Dziewiętnia/Dziewiętnie
500 metrów na południe od centrum wsi znajduje się uroczysko, gdzie kiedyś była siedziba Chodźków o nazwie Dziewiętnia (również Dziewiętnie). 
Dziewiętnię kupił w drugiej połowie XVIII wieku najprawdopodobniej Michał Chodźko (1730–1812). Prawie całe życie spędził tu jego wnuk Ignacy Chodźko (1794–1861). Po nim majątek ten odziedziczyli wnukowie Ignacego, synowie jego córki Stanisławy (~1826–1856) i Henryka Świąteckiego (1822–1869). Dalsze losy własności tego majątku nie są znane.
Siedzibę stanowiły dwa blisko siebie stojące budynki: dom mieszkalny i skarbczyk. Dom był małym dworkiem. Był to budynek parterowy, na planie prostokąta, przykryty wysokim, gładkim, czterospadowym dachem gontowym. Przed domem był ganek, którego cztery kolumny podtrzymywały trójkątny szczyt.
Ciekawszą architekturę miał stojący obok skarbczyk. Był to kwadratowy, dwukondygnacyjny domek, w którym trzecią część pierwszego piętra stanowiła otwarta kolumnowa galeryjka, na którą wchodziło się stromymi schodami. Był nakryty również czterospadowym, gontowym dachem, ale łamanym. Domek ten służył latem Ignacemu Chodźce jako pracownia i sypialnia.
W większej odległości, ale w tej samej linii wznosił się długi budynek gospodarczy z gankiem o dwóch kolumnach i trójkątnym przyczółku, przykryty dachem dwuspadowym.
Budynki te stały wśród starego ogrodu obsadzonego krzewami. Staw i gazon były od strony wjazdowej dworu. Za domem stała altanka. Granice ogrodu wyznaczała rzeczka opływająca go z trzech stron.
Dwór został zniszczony w czasie I wojny światowej. Dziś na miejscu dworu leży jedynie głaz z tablicą i napisem wskazującym, gdzie stał.
Majątek Dziewiętnia został opisany w 4. tomie Dziejów rezydencji na dawnych kresach Rzeczypospolitej Romana Aftanazego.
Majątku Dziewiętnia nie należy mylić ze wsią Dziewiętnie nad rzeką Wilią, znajdującą się 17 km na zachód, w sielsowiecie Żodziszki (rejon smorgoński obwodu grodzieńskiego). Źródłem pomyłek jest Słownik geograficzny Królestwa Polskiego, w którym autorzy napisali, że majątek Chodźków był w Dziewiętni nad Wilią, błąd ten powtórzył Roman Aftanazy.